# Buranovskiye Babushki

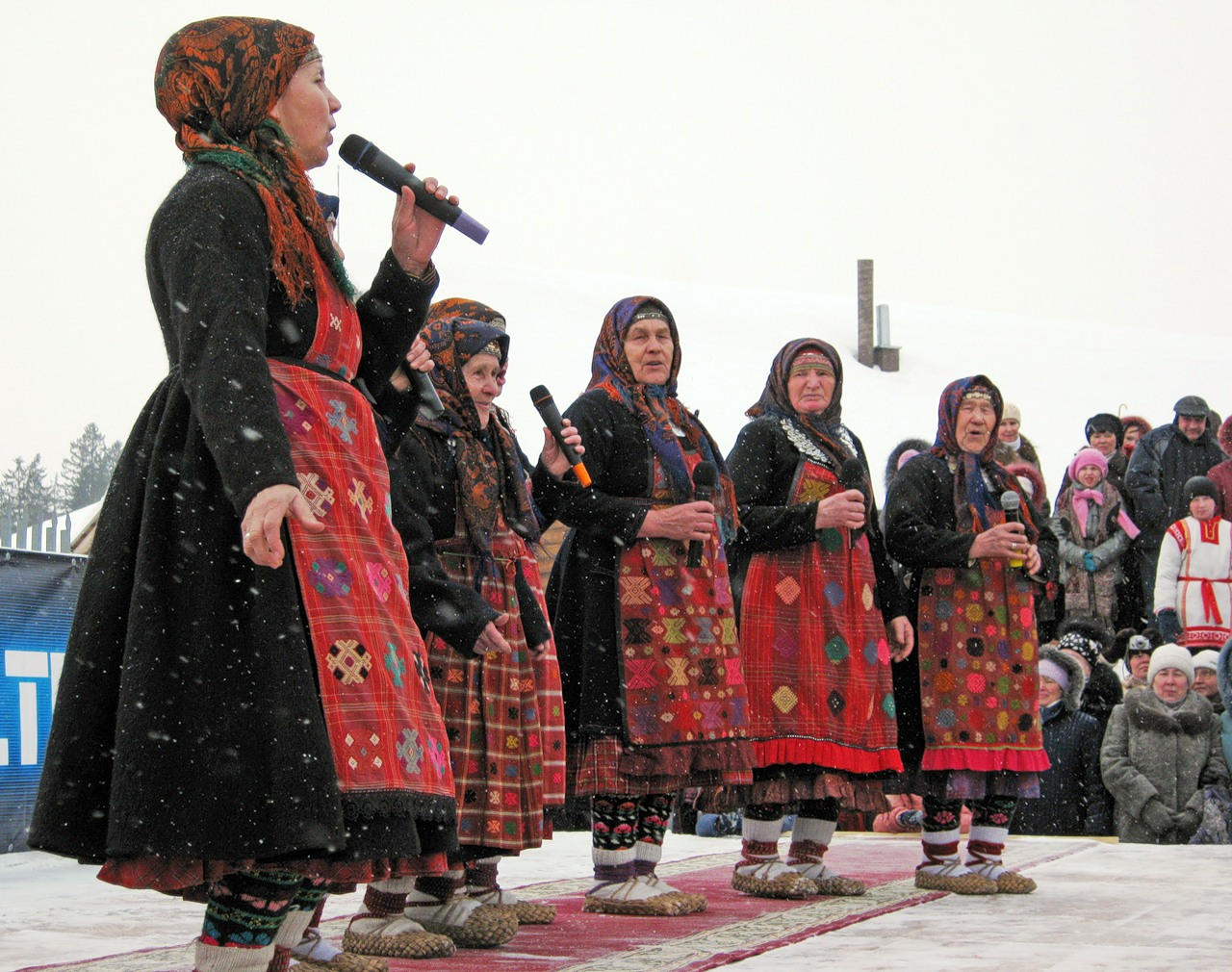
Buranovskiye Babushki

Buranovskiye Babushki é uma banda russa que representou a Rússia no Festival Eurovisão da Canção 2012.

## Discografía
- Party for Everybody (2012)

## Ligações Externas
- Página oficial
- Buranovskiye Babushki